# Edward Rydz-Śmigły
Pour les articles homonymes, voir Rydz.
Edward Rydz-Śmigły (né le 11 mars 1886 à Berejany, aujourd'hui en Ukraine et mort le 2 décembre 1941 à Varsovie), connu aussi sous les noms de guerre Smigly, Tarlowski, Adam Zawisza à Varsovie, est un homme politique polonais, officier de l'armée polonaise, peintre et poète. Après de nombreuses victoires comme commandant d'armée durant la guerre russo-polonaise, Rydz succéda à Józef Piłsudski comme maréchal de Pologne (à partir du 11 novembre 1936) et commandant en chef des forces armées polonaises. Il occupa ce poste pendant l'invasion de la Pologne en septembre 1939, événement qui ouvrit la Seconde Guerre mondiale.

## Biographie

### Jeunesse
Edward Rydz naquit dans le village de Lapszyne près de Brzezany, dans la voïvodie de Tarnopol, en Galicie, alors austro-hongroise. Il était fils d'un officier subalterne de l'armée austro-hongroise, Tomasz Rydz, et de Maria Babiak. La famille n'était pas très aisée et il se trouva orphelin à 13 ans. Il fut alors pris en charge par ses grands-parents maternels et, après leur mort, par la famille du Dr Uranowicz, pharmacien à Brzezany. Ayant brillamment obtenu son diplôme au lycée local, Rydz passa à Cracovie pour étudier la philosophie et l'histoire de l'art à l'université Jagellonne. Puis il étudia la peinture à l'académie des beaux-arts (Akademia Sztuk Pieknych) de Cracovie, puis à Vienne et Munich (villes fréquentées par Hitler à la même époque). En 1910-1911 il se tourna vers l'école des officiers de réserve de Vienne et reçut une instruction militaire au célèbre 4e régiment d'infanterie autrichien « Deutschmeister » (= Maître Teutonique, ainsi nommé à cause de l'archiduc Eugène, un cousin de l'empereur François-Joseph, qui était grand-maître de l'ordre Teutonique).
Il termina brillamment sa formation militaire et on lui proposa dans l'armée impériale un poste qu'il refusa. En 1912 Rydz fut l'un des fondateurs de l'organisation polonaise para-militaire des « Fusiliers » (Związek Strzelecki). À la même époque, il acheva ses études artistiques ; on lui voyait des talents très prometteurs dans la peinture de paysages et de portraits ; professeurs et critiques le complimentaient et lui prédisaient un grand avenir en la matière.
Mobilisé dans l'armée austro-hongroise en juillet 1914, Rydz passa en août dans la Légion polonaise et combattit dans la célèbre 1re brigade de Józef Piłsudski. Il participa à de nombreuses batailles contre les Russes dans le secteur sud de la Vistule et monta rapidement en grade. En 1916, il était déjà colonel. Mais il n'oubliait pas pour autant sa vocation artistique et exposait ses œuvres dans une galerie de Cracovie. En 1917, après avoir refusé de prêter serment aux Austro-Allemands, la Légion polonaise fut dissoute, ses membres internés et Piłsudski emprisonné à la forteresse de Magdebourg. Sur recommandation de Piłsudski, Rydz échappa à la prison pour raison de santé, devint chef de l'Organisation militaire polonaise (POW) et adopta le nom de guerre de Śmigły (en français : le rapide ou l'agile) qui devint ensuite partie intégrante de son patronyme.
En octobre 1918, Rydz entra dans le gouvernement socialiste d'Ignacy Daszyński à Lublin en tant que ministre de la Guerre. Promu brigadier-général (général à 1 étoile dans les grades polonais), il insista sur le fait qu'il n'acceptait le poste qu'en tant que représentant de Piłsudski. C'est à cette époque qu'il commença à utiliser le double nom de Rydz-Smigly. Le 11 novembre 1918, le gouvernement accorda les pleins pouvoirs à Piłsudski qui devint chef de l'État provisoire. Après une courte hésitation, Piłsudski (à qui la collaboration de Rydz-Śmigły avec les socialistes déplaisait, ayant lui-même « quitté la grande route du socialisme à l'étape appelée indépendance ») confirma son grade de brigadier général.

### Triomphes militaires
Durant la guerre russo-polonaise de 1919-1921, Rydz commanda des armées polonaises lors de plusieurs offensives. Entre autres succès, il occupa Vilna et Dvinsk (ex-Dünabourg). Après quoi, il devint commandant en chef en Lettonie et libéra la Livonie des bolchéviques. Puis il anéantit totalement la 12e division de l'Armée rouge et prit Kiev. Ensuite il commanda le secteur central du front lors de la bataille de Varsovie en 1920, connue comme Miracle de la Vistule (référence au Miracle de la Marne qui sauva Paris en 1914). Dans cette bataille décisive, le général polonais Józef Piłsudski surclassa complètement le bolchévique Mikhaïl Toukhatchevski. Le secteur central de Rydz-Smigly repoussa toutes les attaques bolchéviques puis ferma les lignes de retraite des 4e et 15e armées soviétiques et du 3e corps de cavalerie du général russe Haïk Bjichkian, lequel dut fuir piteusement vers la Prusse-Orientale où il fut interné par les Allemands.

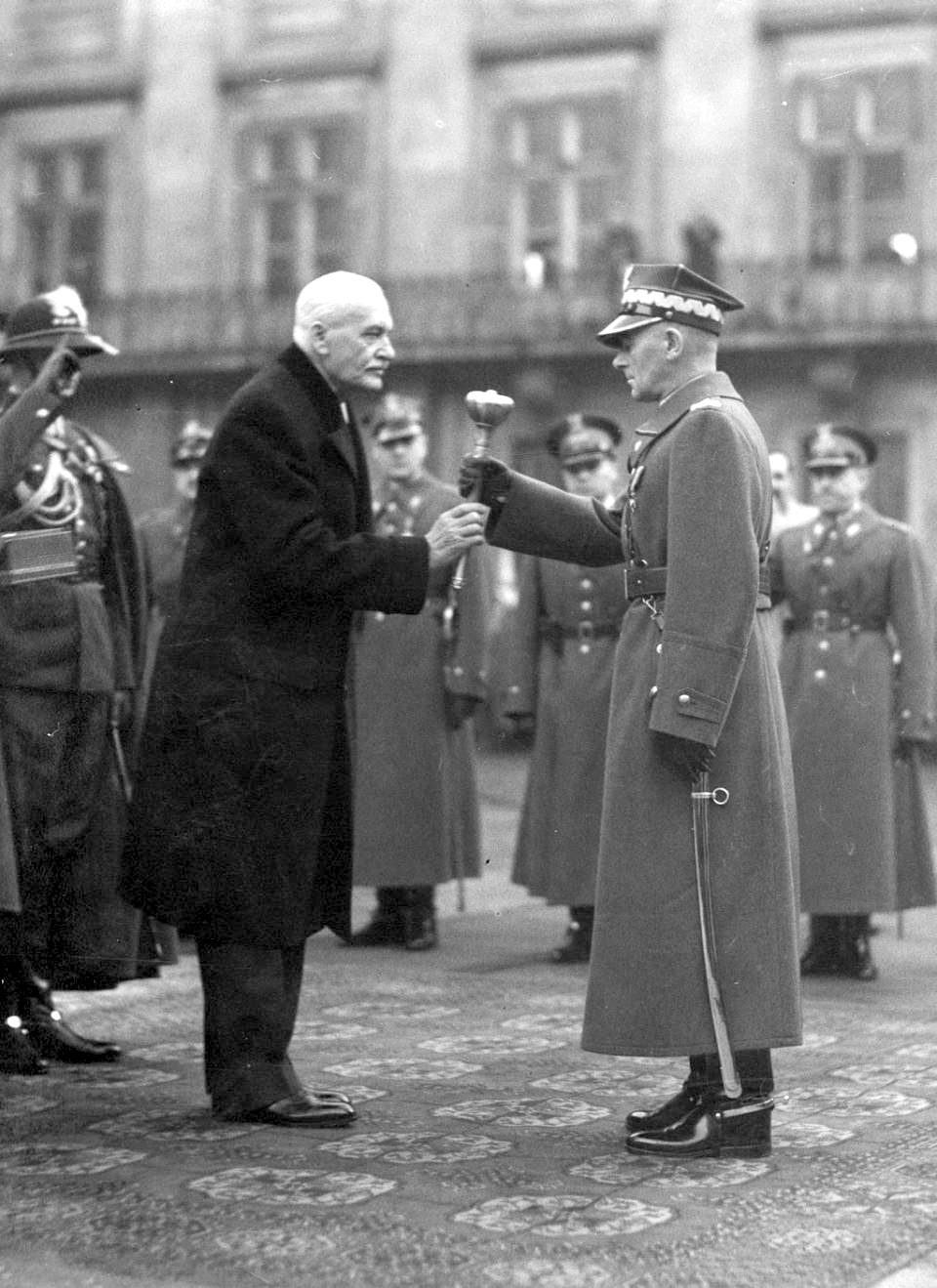
Rydz-Śmigły reçoit son bâton de maréchal du président Ignacy Mościcki, Varsovie, 10 novembre 1936.

### Second dans l'État
Après la guerre de 1919-1921, il fut nommé inspecteur général de l'armée polonaise dans le secteur de Vilna/Wilno (maintenant Vilnius), puis à Varsovie. En 1926, lors du coup d'État de Piłsudski (le coup de Mai), il prit parti pour le maréchal et lui envoya des troupes de Vilna/Wilno en renfort des révoltés de Varsovie. Piłsudski n'oublia jamais cette fidélité, et en 1929 Rydz-Śmigły devint représentant du maréchal pour tout ce qui concernait l'est. Le 13 mai 1935, conformément aux dernières volontés de Józef Piłsudski, Rydz-Śmigły fut nommé par le président et le gouvernement de la Pologne inspecteur général des armées polonaises ; le 10 novembre 1936 enfin, il devint maréchal de Pologne. C'est alors qu'il inversa son nom et se fit appeler « Śmigły-Rydz ».

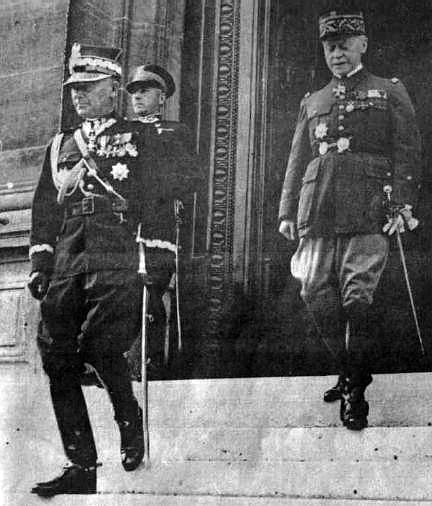
Le général Rydz-Śmigły et le général français Maurice Gamelin (à droite), Varsovie, août 1936.

C'était alors l'un des personnages les plus puissants de Pologne avec le titre de « Second homme de l'État après le Président », sa réputation étant entretenue par le parti Obóz Zjednoczenia Narodowego (pl). Le gouvernement tourna vers l'autoritarisme et le conservatisme, le pouvoir de Rydz-Śmigły étant malgré tout limité par celui d'Ignacy Mościcki, plus modéré, qui restait président. Pendant quelque temps, Rydz-Śmigły envisagea une alliance avec les libéraux du parti paysan (PSL) mais, après leur refus, se tourna vers l'extrême-droite. Après 1938, il se réconcilia avec le président mais l'équipe gouvernementale se trouva alors divisée entre « Hommes du Président » (ou « Ceux du Château ») — presque tous civils — et « Hommes du Maréchal », presque tous anciens compagnons d'armes de Piłsudski et militaires de carrière.

### 1939
En mars 1939, à la suite des accords de Munich et du démembrement de la Première République tchécoslovaque (au cours duquel la Pologne annexa Český Těšín), Hitler occupa la Bohême-Moravie et créa l'Etat satellite de Slovaquie.
En août 1939, il fut le seul membre du gouvernement à voir clairement le danger imminent représenté par l'Allemagne nazie et l'Union soviétique stalinienne. Pourtant, à l'occasion des discussions d'août 1939 à Moscou entre Alliés occidentaux et Soviétiques, il rejeta, au grand dam des Franco-Britanniques, les propositions de Staline de faire transiter l'Armée rouge par la Pologne, au motif « qu'il n'est pas du tout sûr que les Soviétiques prennent réellement part à la guerre ; de plus, une fois entrés en Pologne, ils n'en partiront jamais. »
On discute encore pour savoir si la signature du pacte germano-soviétique, dont les protocoles secrets prévoyaient le démembrement de la Pologne, le 23 août 1939 est un effet de ce refus ou bien une confirmation de ses craintes, mais dès lors la Pologne se trouve encerclée de tous côtés, à la seule exception de l'étroite frontière roumaine au sud-est.
Le 1er septembre 1939, quand l'Allemagne nazie envahit la Pologne, Rydz-Śmigły devint commandant en chef des forces polonaises. Le 7 septembre, avec presque tout le gouvernement, il quitta Varsovie menacée. Peu après, la défense polonaise perdit toute cohésion à la suite de la rupture des communications, ce qui empêcha Rydz-Śmigły de commander en réalité. À Brest-Litowsk, alors ville polonaise, le 11 septembre, il ordonna à Varsovie de se défendre à tout prix.
Son plan consistait à faire de Varsovie et de la proche forteresse de Modlin les bastions d'un réduit central polonais capable de résister plusieurs mois, et la plupart des forces polonaises tiendraient les Kresy méridionales (Galicie orientale et Pocoutie, au contact de la Bucovine roumaine) en attendant la contre-attaque promise par les Français et les Britanniques via la Roumanie (c'est ce que l'on appelle la « tête de pont roumaine »). Ce qu'ignorait Rydz-Smigly, c'était que la France et le Royaume-Uni n'avaient aucune intention de ce genre mais prévoyaient la chute de la Pologne. Ce plan devenait de toute façon inexécutable dès l'instant où Staline prit la Pologne à revers le 17 septembre. Conscient du fait que toute défense contre ses deux voisins était impossible, Rydz-Śmigły ordonna aux forces polonaises de reculer vers la Roumanie et d'éviter tout combat contre les attaquants soviétiques.
Après avoir évité d'être capturé par les Soviétiques et les Allemands, Rydz-Śmigły passa la frontière roumaine le 18 septembre en même temps que le gouvernement, l'or polonais et les restes de l'armée, qui embarquèrent à Constanța sur les bateaux du Service maritime roumain et sur le navire britannique HMS Eocene du commandant Robert E. Brett, rejoignant ainsi à Alexandrie, en Égypte britannique, ce qui deviendra l'Armée polonaise de l'Ouest, qui combattra ensuite en France, puis au Royaume-Uni. Le gouvernement polonais évita ainsi la capitulation de la Pologne et permit aux combattants polonais de continuer la lutte contre l'Allemagne, mais Rydz-Śmigły resta en Roumanie, ce qui suscita certaines polémiques, étant donné qu'il était quand même général en chef. De leur côté, de nombreux groupes de soldats et d'aviateurs polonais traversèrent les Balkans (la Roumanie, la Hongrie, la Yougoslavie, la Bulgarie et la Grèce étant encore neutres) et parvinrent en France puis, après juin 1940, en Angleterre.

### Dernières années

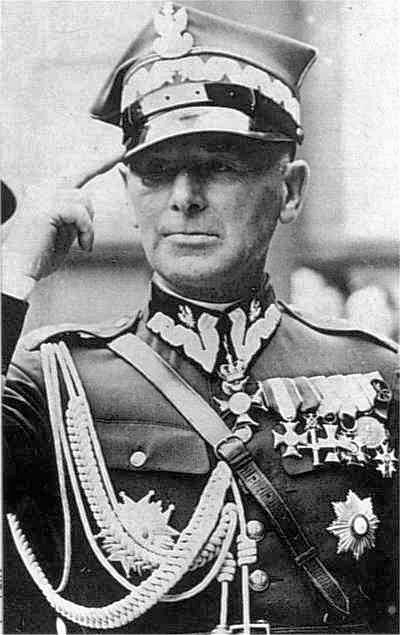
Photo de 1939. Le salut avec deux doigts signifie "Honneur (ou Dieu selon une autre origine) et patrie". Il remonte à l'époque napoléonienne et n'a jamais été supprimé même pendant la période communiste.

En tant que commandant en chef des forces polonaises, Ridz-Śmigły endosse toute la responsabilité du désastre militaire de septembre 1939. Rydz était un chef de premier ordre sur des front limités mais n'avait pas l'expérience stratégique d'un conflit majeur. En 1922, évaluant les généraux polonais, Piłsudski l'avait ainsi noté : « Dans les opérations d'envergure limitée, il montre un grand bon sens et beaucoup de vigueur. Je le recommande sans réserve pour commander une armée mais je lui vois moins bien les capacités nécessaires à un commandement suprême dans une guerre entre deux États. »
Parvenu en Roumanie, qui, sous le régime carliste, était neutre, mais encore favorable aux Alliés occidentaux, et surtout liée à la Pologne par des traités, Rydz-Śmigły fut officiellement interné dans la villa de l'un de ses amis, l'ancien premier ministre roumain Armand Călinescu, à Dragoslavele, au nord-ouest de Bucarest, mais laissé libre. Il commença à organiser une résistance polonaise qui rassemblait des officiers fidèles au souvenir de Piłsudski. Encore en Roumanie le 27 octobre 1939, il abandonna ses fonctions de commandant en chef et d'inspecteur général des armées. Wladyslaw Sikorski en hérita, agissant alors en France puis passant en Grande-Bretagne en juin 1940, et présidant le nouveau gouvernement polonais en exil. Rydz-Śmigły quitta la Roumanie le 10 décembre 1940 et passa clandestinement en Hongrie pour rejoindre la résistance polonaise. Cela déplut fortement à Sikorski, opposé à Rydz-Śmigły et à Piłsudski depuis le coup d'Etat du 26 mai 1926.
Sikorski avait refusé toute affectation militaire venant de Rydz-Śmigły en septembre 1939 et télégraphia au général Stefan Grot-Rowecki, chef de l'Armia Krajowa [AK], la résistance en Pologne : « Le gouvernement polonais considère tout séjour du maréchal en Pologne comme un sabotage à son action dans le pays. Le maréchal doit le plus vite possible passer dans un territoire anglais. » Mais Rydz-Śmigły quitta la Hongrie le 25 octobre 1941 et, via la Slovaquie, passa en Pologne. Le 30 octobre suivant, dans le plus grand secret, Rydz-Śmigły arriva à Varsovie pour s'engager comme simple soldat dans la résistance polonaise en abandonnant volontairement son rang de maréchal de Pologne. Il contacta Grot-Rowecki mais ne participa à aucune action car il mourut d'une crise cardiaque le 2 décembre 1941, à peine cinq semaines après son arrivée à Varsovie. Il fut enterré à Varsovie sous son nom de guerre d'« Adam Zawisza ». Sa pierre tombale du cimetière Powazki garda ce nom jusqu'en 1991. La population de Varsovie lui érigea une nouvelle pierre tombale plus imposante peu après la chute du rideau de fer et du bloc de l'Est, en 1994.

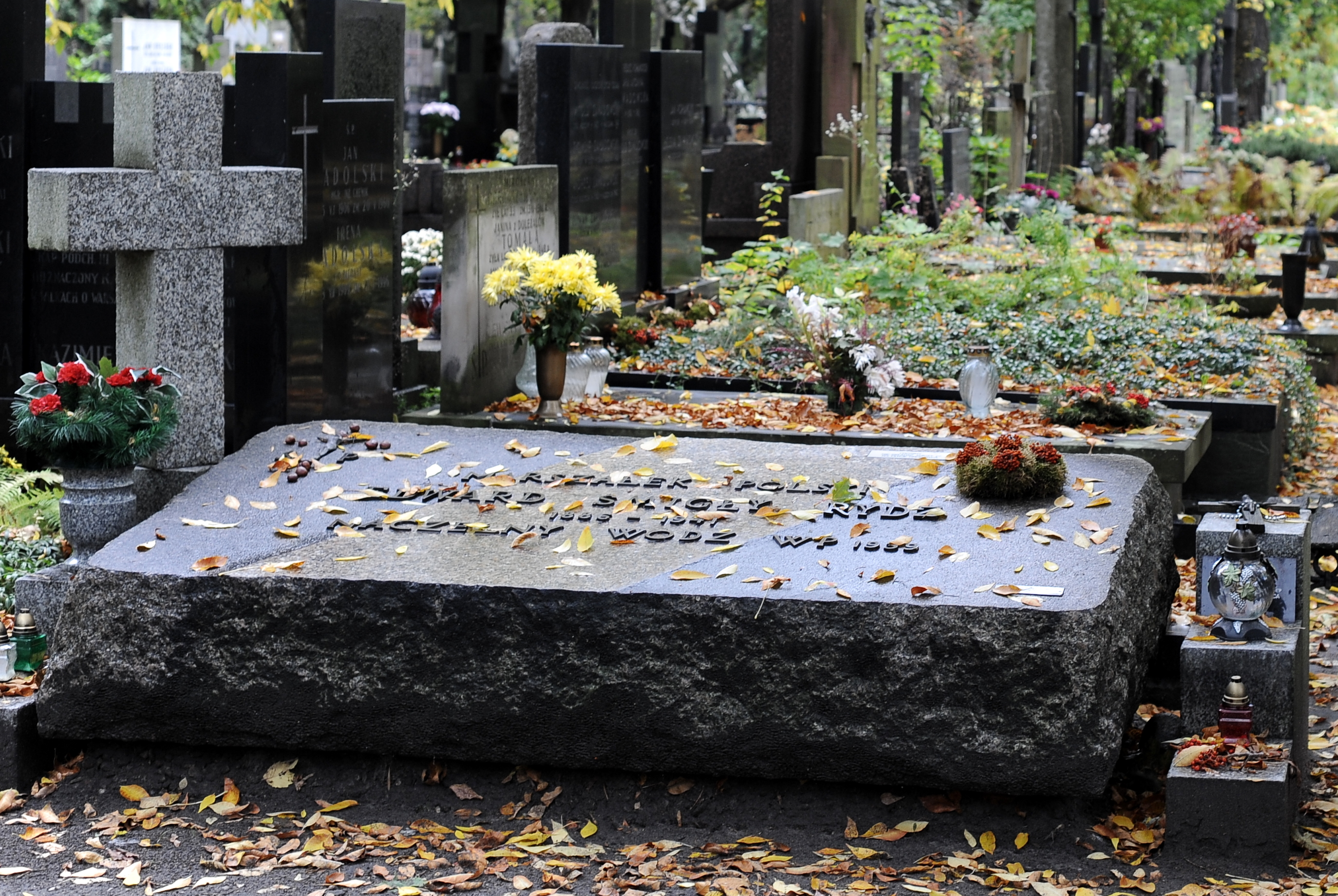
Tombe du maréchal à Varsovie au Cimetière de Powązki.

Rydz avait épousé Marta (née Thomas) (Zaleska dans un premier mariage), morte en France à Nice dans un accident de la route en 1951. Le couple n'eut aucun enfant.

## Décorations

### Décorations polonaises
Ordre de l'Aigle blanc, commandeur et chevalier de la Virtuti Militari, grande croix, grand officier et officier de l'ordre Polonia Restituta, quatre fois croix de la Vaillance, croix du Mérite (Zloty Krzyz Zaslugi), et croix de l'Indépendance avec épée.

### Décorations étrangères
Grand croix de l'ordre de l'Étoile de Roumanie, grand croix de l'ordre de la Couronne d'Italie, grand croix, grand officier et commandeur de l'ordre de la Légion d'honneur, grand officier de l'ordre de la Rose blanche (Finlande), grande croix de l'ordre de l'Aigle blanc (Yougoslavie) et ordre royal de Saint-Sava de Yougoslavie, grande croix de l'ordre du Mérite hongrois, grand croix de l'ordre japonais du Soleil levant, chevalier de la plus haute distinction militaire de Lettonie, l'ordre militaire Lacplesis, décoré de la Pulaski Medal (États-Unis) et croix italienne du Mérite militaire.

### Titres honorifiques
Rydz fut nommé docteur honoris causa des universités de Varsovie et Vilnius (alors ville polonaise) et de l'École polytechnique de Varsovie. Il fut aussi citoyen d'honneur de plusieurs villes polonaises.

## Jugements
Après la Seconde Guerre mondiale, sa réputation est mitigée. Les communistes polonais et soviétiques ne lui pardonnent ni son rôle dans la guerre soviéto-polonaise des années 1919-1920, ni la répression menée par le gouvernement militaire avant 1939. En Occident, conséquence de l'influence des milieux anti-Piłsudski, Władysław Sikorski étant le représentant le plus connu, on lui reproche sa fuite en 1939, mais sans tenir compte des circonstances de la défaite polonaise face aux Allemands et aux Soviétiques. Après la chute du communisme (1990), on voit plutôt en lui un patriote héroïque, même si les critiques de fond demeurent.

## Sources et bibliographie
- Notices d'autorité :   - VIAF
  - ISNI
  - BnF (données)
  - IdRef
  - LCCN
  - GND
  - Pologne
  - Israël
  - NUKAT
  - Tchéquie
  - Lettonie
  - WorldCat

Œuvres de Rydz-Smigly
- Théorie et tactiques militaires
  - Walka na bagnety (Baïonnette au canon), Lvov/Lemberg, 1914.
  - W sprawie polskiej doktryny (La doctrine militaire polonaise), Varsovie, 1924.
  - Kawaleria w oslonie (Cavalerie de couverture), Varsovie, 1925.
  - Byscie o sile nie zapomnieli -Rozkazy, Artykuly, Mowy (N'oublions pas le pouvoir - Ordres, articles et discours), Varsovie, 1936.
  - Wojna polsko-niemiecka (La guerre polono-allemande), Budapest, 1941.
- Poésies
  - Dazac do konca swoich dróg (Vers le bout des chemins), Paris, 1947, et Londres, 1989.
- Peintures et dessins
  - Illustrations du livre de Piłsudski 22 janvier 1863, Lvov, 1920.
  - Contributions aux expositions d'art de Cracovie (1916) et Varsovie (1917). Presque tous ses tableaux ont disparu.
- Travaux sur Rydz-Smigly
  - Kazimierz Cepnik, Wódz Naczelny i Marszałek Polski Edward Śmigły-Rydz, Zycie i Czyny, Lemberg, 1937.
  - Juliusz Kaden-Bandrowski, Piłsudczycy, Auschwitz, 1915.
  - Józef Piłsudski, Pisma zbiorowe, Varsovie, 1937.
  - Stanley S. Seidner, « The Camp of National Unity: An Experiment in Domestic Consolidation », The Polish Review, vol. xx, no 2-3, 1975, pp. 231-236.
  - Stanley S. Seidner, « Reflections from Rumania and beyond: Marshal Śmigły-Rydz Rydz in Exile », The Polish Review, vol. xxii, no 2, 1977, pp. 29-51.
  - Tomasz Serwatka, « Edward Rydz-Śmigły », Gazeta:Historia mało znana, janvier 2007. 
  - Wacław Stachiewicz, Wierności dochować żołnierskiej, Varsovie, 1998.
  - Bohdan Wendorff, Towarzysze Komendanta, Londres, 1950.
  - Paweł Zaremba, Historia Dwudziestolecia 1918–1939, I–II, Paris, 1967.